# William Daniel Hillis
William Daniel "Danny" Hillis (Baltimore, 25 de septiembre de 1956) es un inventor, matemático, ingeniero, empresario y escritor estadounidense. Es el cofundador de la compañía Thinking Machines Corporation, la cual desarrolló la Connection Machine, una supercomputadora paralela diseñada por Hillis mientras realizaba sus estudios en el Instituto Tecnológico de Massachusetts. Además también es el cofundador de Long Now Fundation, Applied Minds, Metaweb Technologies, Applied Proteomics y autor de Los patrones en la piedra: Ideas simples que hacen que un computador funcione (The Pattern on the Stone: The Simple Ideas That Make Computers Work).

## Biografía
Danny Hillis nació en Baltimore en el 1956. Su padre, William Hillis, fue un epidemiólogo de la Fuerza aérea de los Estados Unidos encargado de estudiar la hepatitis en África, por lo cual tuvo que mudarse con su familia a este continente, llegando a vivir en países como Ruanda, Burundi, Congo y Kenia. Hillis pasó una pequeña parte de su infancia en Calcuta, India donde mientras su padre asistía a la universidad,, él era educado en casa por su madre Argye Briggs Hillis, una bioestadística, periodo en el cual demostró su temprano interés por la matemática y la biología. Su hermano menor es David Hillis, un profesor de biología evolutiva de la Universidad de Texas en Austin y su hermana es Argye E. Hillis, profesora de Neurología en la Universidad Johns Hopkins.

### Educación
En 1978 Hillis se graduó del MIT con un título en Matemática, seguido en 1981 por un máster en Ingeniería Electrónica y Ciencias Computacionales, con una especialización en robótica.
Durante este tiempo Hillis trabajó en el MIT Logo Laboratory desarrollando hardware para computadores y software para niños. El diseñó juguetes y juegos de computador orientados para niños para la Milton Bradley Company y cofundó Terrapin Software, una productora de software de computador para escuelas elementales. Además construyó una computadora digital compuesta por Tinkertoys, la cual está expuesta en el Museo de Ciencia de Boston.
Sin embargo la mayor investigación de Hillis fue en el área de computación paralela, donde diseño la Connection Machine, una supercomputadora paralela, y así en el 1983 Hillis cofundó Think Machines Corporation para producir y comercializar supercomputadoras basadas en este diseño. En 1985, continuando con esta investigación, Hillis recibe un doctorado en Ingeniería Electrónica y Ciencias Computacionales del MIT bajo el asesoramiento del doctor Geral Jay Sussman, Marvin Minsky y Claude Shannon. La tesis ganó el premio de Tesis Distinguida por parte de la Association for Computing Machinery en el 1985.

### Empresario
Hillis cofundó Thinking Machines Corporation en 1983 mientras realizaba su trabajo de doctorado en el MIT. La compañía se creó para desarrollar el diseño de la Connection Machine en supercomputadoras comercializables y para explorar caminos que permitan la construcción de inteligencia artificial. La ambición de Hillis era representada por el lema de la compañía "Estamos construyendo una máquina que se sentirá orgullosa de nosotros", y la arquitectura paralela era el principal componente de su cometido:
Claramente el principio organizacional del cerebro es el paralelismo. Él está usando mucho paralelismo. La información está en la conexión entre muchas unidades paralelas simples que trabajan juntas. Es por esto que si construimos una computadora que era más larga que el sistema de organización, esta podría ser capaz de hacer las mismas cosas que el cerebro hace.
En Thinking Machines Corporation, Hillis construyó un equipo de técnicos con muchas personas que más tarde se convertirían en líderes en la ciencia y la industria, entre ellos podemos nombrar a Brewster Kahle, Guy Steele, Sydney Brenner, David Waltz, Jack Schwartz y Eric Lander, llegando incluso a reclutar a Richard Feyman durante un verano. En 1990 Thinking Machines era el líder del mercado de supercomputadoras paralelas, con ventas de cerca de 65 millones de dólares.

### Ingeniero de Disney
Durante el 1994 Thinking Machines cayó en bancarrota y en 1996 después de una corto periodo como profesor en el MIT Media Lab, Hillis entró a The Walt Disney Company de tiempo completo, lo cual confesó que era un sueño que tenía desde antes:
He querido trabajar en Disney desde que era niño... Recuerdo escuchar a Walt Disney en la televisión describiendo a los "Ingenieros" que diseñaron Disneyland. Yo decidí entonces que algún día yo me convertiría en ingeniero. Más tarde me empecé a interesar en los diferentes tipos de magia, la magia de los computadores. Ahora finalmente tengo el trabajo perfecto, trayendo la magia de los computadores a Disney.
En Disney, Hillis desarrolló nuevas tecnologías y estrategias empresariales para los parques temáticos, la televisión, los dibujos animados, la Internet y los productos de consumo de Disney. Además él diseñó una nueva atracción de un parque temático, una gran dinosaurio robot que camina y varios micro dispositivos mecánicos.

### Applied Minds
Hillis abandonó Disney en el 2000, tomando con él a Bran Ferren, presidente de Walt Disney Imagineering, división de investigación y desarrollo de tecnologías creativas. Juntos Ferren y Hillis fundaron Applied Minds, una compañía creada para proveer tecnología y asesoramiento a empresas industriales, sobre todo a aquellas que se dedicaban lo aeroespacial, electrónica y los juguetes. En julio de 2005 Hillis y otros de Applied Minds crearon Metaweb Technologies, Inc. para desarrollar una infraestructura de almacenamiento de datos semánticos para Internet y Freebase, una "abierta y compartida base de datos para el conocimiento del mundo". Cuando Metaweb fue adquirida por Google, la tecnología se convirtió en la base de Knowledge Graph. Hillis junto con el Dr. Davis B. Agus fundaron un derivado de Applied Minds, llamado Applied Proteomics Inc, el cual diseñó y llevó a cabo el prototipo de una máquina que mide el nivel de proteínas en la sangre para el diagnóstico médico.
El trabajo llevado a cabo por Hillis y Agus sobre el cáncer llevó a la fundación del Centro Ciencias Físicas y Oncología de la Universidad del Sur de California, fundada por Instituto Nacional de Cáncer. Hillis es el principal investigador de este programa.

### The Long Now Foundation y the Clock of the Long Now
En 1993, con Thinking Machines enfrentando su desaparición, Hillis escribe sobre pensamiento a largo plazo y sugiere un proyecto para construir un reloj diseñado para funcionar durante milenios.
Cuando era niño las personas solían hablar sobre que pasaría en el año 2000. Ahora, treinta años más tarde, ellos siguen hablando sobre lo que va a pasar en año 2000. El futuro ha ido reduciendo un año cada año en toda mi vida. Yo pienso que es tiempo de que que empecemos un proyecto a largo plazo, que haga que la gente pase la barrera mental del milenio. A mi me gustaría proponer un gran reloj mecánico, impulsado por los cambios de temperatura estacionales. Este marca cada año, suena cada siglo y el cucú sale cada milenio.
Este reloj se convirtió en el Reloj Long Now, un nombre inventado por el compositor Brian Eno. Hillis escribió un artículo para la revista Wired proponiendo un reloj que duraría por lo menos 10.000 años. El proyecto condujo directamente a la creación de Long Now Foundation en 1996 por Hillis y otros, incluyendo Steward Bran, Brian Eno, Esther Dyson y Mitch Kapor.

## Filosofía de la mente
Hillis afirmó que el paralelismo mismo es prácticamente el principal ingrediente de la inteligencia; que no hay nada más necesario para hacer que una mente resulte de una red distribuida de procesadores. Hillis creía en esto:
Inteligencia es solo un montón de cosas pequeñas, miles de ellas. Y lo que va a pasar es que nosotros vamos a aprender sobre cada una de ellas a la vez y cuando lo hagamos, las máquinas serán cada vez más y más como las personas. Va a ser un proceso paulatino y eso ha estado sucediendo.
Esto no es tan diferente de la teoría de Marvin Minsky en Society Mind, la cual sostiene que la mente es una colección de agentes, cada uno a cargo de un aspecto particular de la inteligencia y que a su vez se comunica con otro, intercambiando así la información que se requiera.
Algunos teóricos de la inteligencia artificial tienen otras opiniones, que no es la función computacional subyacente lo que es crucial, sino los algoritmos particulares (del razonamiento, memoria, percepción, etc.). Otros sostienen que se necesita la combinación correcta de "pequeñas cosas" para dar lugar a los patrones emergentes globales de actividad coordinada que constituyen la inteligencia real.

Hillis es uno del pequeño número de personas que han hecho un intento serio de crear una "máquina que piense" y su ambición es clara:
Me gustaría encontrar una forma de que la consciencia trascienda la carne humana. Construir una máquina que piense es realmente una búsqueda de un tipo de inmortalidad terrenal. Algo mucho más inteligente que nosotros puede existir. Crear una máquina que piense es la forma de lograrlo.

## Libro
El popular libro de ciencia creado por Hillis en 1998 "The Pattern on the Stone" intenta explicar conceptos de la ciencia computacional usando un lenguaje simple, metafórico y analógico. Habla desde el Álgebra de Boole hasta temas como la información teórica, computo paralelo, criptografía, algoritmos, heurística, máquina de Turing y prometedoras tecnologías como computación cuántica y sistemas emergentes